# Juan Carlos Rojas
Juan Carlos Rojas Villegas (* 22. Dezember 1981) ist ein costa-ricanischer Radrennfahrer.
Rojas begann seine Karriere 2005 bei der costa-ricanischen Mannschaft Pasoca-Dos Pinos. Ende des Jahres gewann er die Landesrundfahrt Vuelta a Costa Rica. 2006 war er auf zwei Teilstücken der Vuelta a Guatemala erfolgreich und konnte so auch die Gesamtwertung für sich entscheiden. Bei der Costa Rica-Rundfahrt belegte er einen Monat später den dritten Platz in der Gesamtwertung. 2007 gab er bei der Vuelta a El Salvador einen positiven Dopingtest ab und wurde für zwei Jahre gesperrt.
Nach Ablauf seiner Dopingsperre gewann er 2009 die Gesamtwertung der Vuelta a Guatemala und auch zwei Etappen. Dazu kam noch ein Etappensieg bei seiner Heimatrundfahrt in Costa Rica. Im darauffolgenden Jahr siegte er auf fünf Etappen der Vuelta a Costa Rica und sicherte sich dadurch den Gesamtsieg. 2013 holte Rojas sich wieder den Gesamtsieg bei der Vuelta a Costa Rica. Zudem gewann er dort fünf Etappen. 2014 wurde er zum zweiten Mal Straßenmeister in Costa Rica. Außerdem gewann er abermals die Gesamtwertung der Vuelta a Costa Rica und auch zwei Etappensiege.
Dazu gewann Rojas die Einzelwertung der UCI America Tour 2014. Im Jahr 2015 war Juan Carlos Rojas wieder Sieger der Vuelta a Costa Rica.

## Erfolge
2005
- Gesamtwertung Vuelta a Costa Rica

2006
- Gesamtwertung Vuelta a Guatemala

2007
- Costa-ricanischer Meister – Straßenrennen

2009
- Gesamtwertung und zwei Etappen Vuelta a Guatemala
- eine Etappe Vuelta a Costa Rica

2010
- Gesamtwertung und fünf Etappen Vuelta a Costa Rica

2013
- Gesamtwertung und fünf Etappen Vuelta a Costa Rica

2014
- Costa-ricanischer Meister – Straßenrennen
- Gesamtwertung und zwei Etappen Vuelta a Costa Rica
- Gesamtwertung UCI America Tour

2015
- Gesamtwertung Vuelta a Costa Rica

2016
- Costa-ricanischer Meister – Einzelzeitfahren
- zwei Etappen Vuelta a Costa Rica

2017
- Gesamtwertung und drei Etappen Vuelta a Costa Rica

## Teams
- 2005 Pasoca-Dos Pinos
- 2006 Dos Pinos Costa Rica

- 2009 Plycem-JPS-Orbea
- 2010 Junta de Protección Social-Giant

- 2013 JPS-Giant
- 2014 JPS-Giant